# Monte Elmo
Il monte Elmo (2.434 m s.l.m. - Helm in tedesco) è una montagna delle Alpi Carniche, posta al confine tra l'Austria e l'Italia, in una delle pochissime zone in cui il confine politico va ben oltre la linea di displuvio delle Alpi. Il confine fisico passa, infatti, dalla sella di Dobbiaco, ma nel 1919 per ragioni militari la conca di San Candido e la valle del rio Sesto furono attribuite all'Italia.
Il monte Elmo ha in particolare una posizione dominante sulla val Pusteria nome che caratterizza sia la valle percorsa dalla Rienza, tributaria dell'Isarco e quindi dell'Adige (mare Adriatico) sia la valle della Drava, tributaria del Danubio (Mar Nero).
Il monte Elmo è la più grande area sciistica dell'Alta Pusteria. Fa inoltre parte del comprensorio sciistico Tre Cime di Lavaredo e quindi del Dolomiti Superski.

## Storia
Nel 1976 fu inaugurata una seggiovia da Versciaco fino all'altopiano del monte Elmo, sostituita nel 1989 da una cabinovia con una stazione intermedia, mentre nel 1981 fu inaugurato l'impianto di risalita da San Vito di Sesto. Fu così possibile il lancio di una delle più grandi aree sciistiche dell'Alto Adige.
I mezzi di risalita sono utilizzati d'estate anche per gite all'alba, reclamizzate come occasioni per vedere il primo sole d'Italia. La posizione molto orientale e settentrionale e il panorama, particolarmente ampio, giustifica questa affermazione.
Dal monte Elmo partono diversi sentieri a cavallo del confine, un tempo frequentati da contrabbandieri o da chi voleva evitare controlli al confine (fu la strada usata anche da Roberto Calvi per uscire dall'Italia) ed ora esclusivamente da turisti.

## Collegamenti

### Sentieri
Sulla cima del monte si incontrano i sentieri di Sillian e di Sesto, tra cui:
- il "sentiero delle fiabe" (Sagenweg);
- il "sentiero Heimat" (Helmweg o Heimatweg) realizzato in occasione delle commemorazioni tirolesi 1809-2009 ed è frutto di una sinergia tra volontari delle compagnie di Schützen di Sillian, Sesto e San Candido, della sezione ÖAV di Sillian e della sezione AVS delle Tre Cime;
- l'Alta Via Carnica (Karnischer Höhenweg, n. 403), anche nota come "Via della Pace" (Friedensweg).

### Impianti a fune
Per salire comodamente al monte Elmo esistono due vie:
- da Versciaco, con un'apposita ovovia
- da Sesto, con una funivia prodotta dalla Hölzl[1]

### Helmhaus

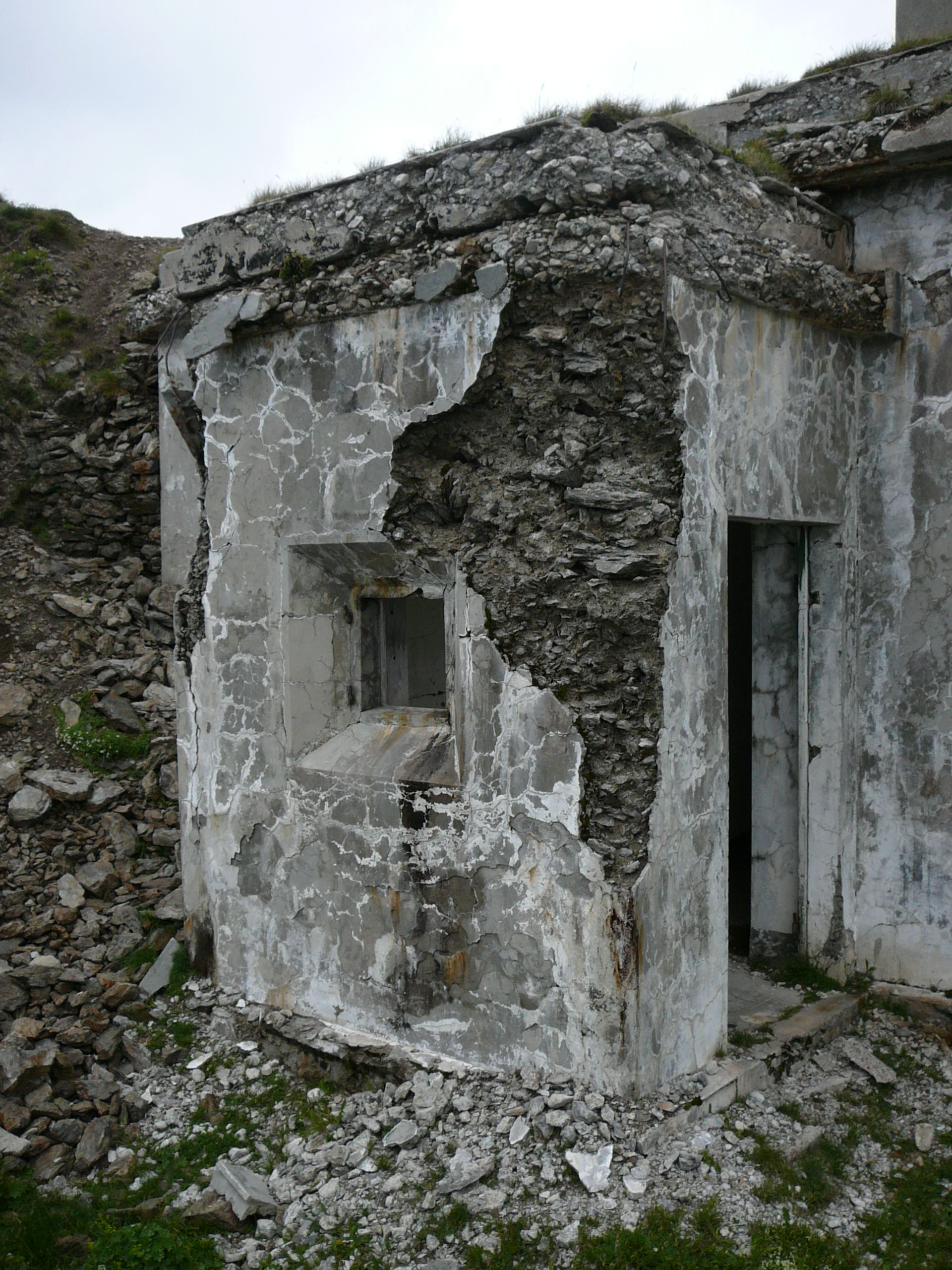
Ingresso ad una delle casermette

Proprio sulla vetta del monte si trova una costruzione abbandonata, l'Helmhaus.
L'edificio fu costruito nel 1889 come rifugio dalla sezione di Sillian dell'Deutscher und Österreichischer Alpenverein (il Club alpino austro-tedesco), su un terreno messo a disposizione dal comune di Sesto. Era dotato di una imponente terrazza panoramica posta sul tetto dell'edificio.
Inutilizzato durante la prima guerra mondiale, con lo spostamento del confine tra Austria e Italia che oggi passa a pochi centimetri dell'edificio, tra il 1920 e il 1925, divenne di proprietà dello Stato italiano. L'edificio divenne parte integrante di un ampio sistema difensivo militare del vallo alpino, in particolare dello sbarramento Prato Drava. Ancora presso la cima, poco sotto l'edificio si trovano 3 piccole casermette dell'epoca fascista.
In seguito venne anche utilizzato come sede doganale e infine abbandonato definitivamente nel 1980. Caduto in rovina, nel 1998 è passato alla Provincia autonoma di Bolzano e nel 2007 l'Alpenverein Südtirol (AVS) e l'Oesterreichischer Alpenverein (OeAV) hanno bandito un concorso per il rinnovamento e la rivitalizzazione dell'Helmhaus, concorso che è stato vinto dall'architetto Johannes Watschinger di Sesto.

### La croce
Il 27 luglio 1958, poco tempo dopo che l'Italia aveva firmato gli accordi per l'Europa unita, un gruppo di 53 giovani provenienti da 7 paesi differenti ponevano sulla cima del monte una croce con il Cristo Vivo (Lebender Christus), realizzato da Josef Tschurtschenthaler di Sesto, assieme alla Guardia alla frontiera.

## Competizioni sciistiche

### Helmissimo
Dal 1986 l'associazione sportiva "Monte Elmo Versciaco" (Helm Vierschach) tenta di organizzare questa competizione da sci, e solo dal 2008 che si è potuta mettere in pratica questa gara di sci.
Il percorso prevede un tracciato lungo 4,6 chilometri che dalla cima del monte discende lungo il versante di Versciaco, affrontando un dislivello di circa 900 metri, fregiandosi quindi del titolo di "slalom gigante più lungo dell'Alta Pusteria".

### Helm-Juchiza
Altra divertente competizione è la Juchiza. Più che una competizione sportiva vera e propria, si tratta di una discesa su pista innevata utilizzando pale da neve, appunto la Juchiza.
La pista lunga circa 800 metri deve essere percorsa utilizzando una pala da neve capovolta, permettendo quindi di raggiungere alte velocità.
Le pale, altrimenti così poco appariscenti, diventano protagoniste trasformandosi in velocissimi attrezzi da gara che scendono un percorso di paraboliche lungo poco più di 800 metri.

## Galleria d'immagini

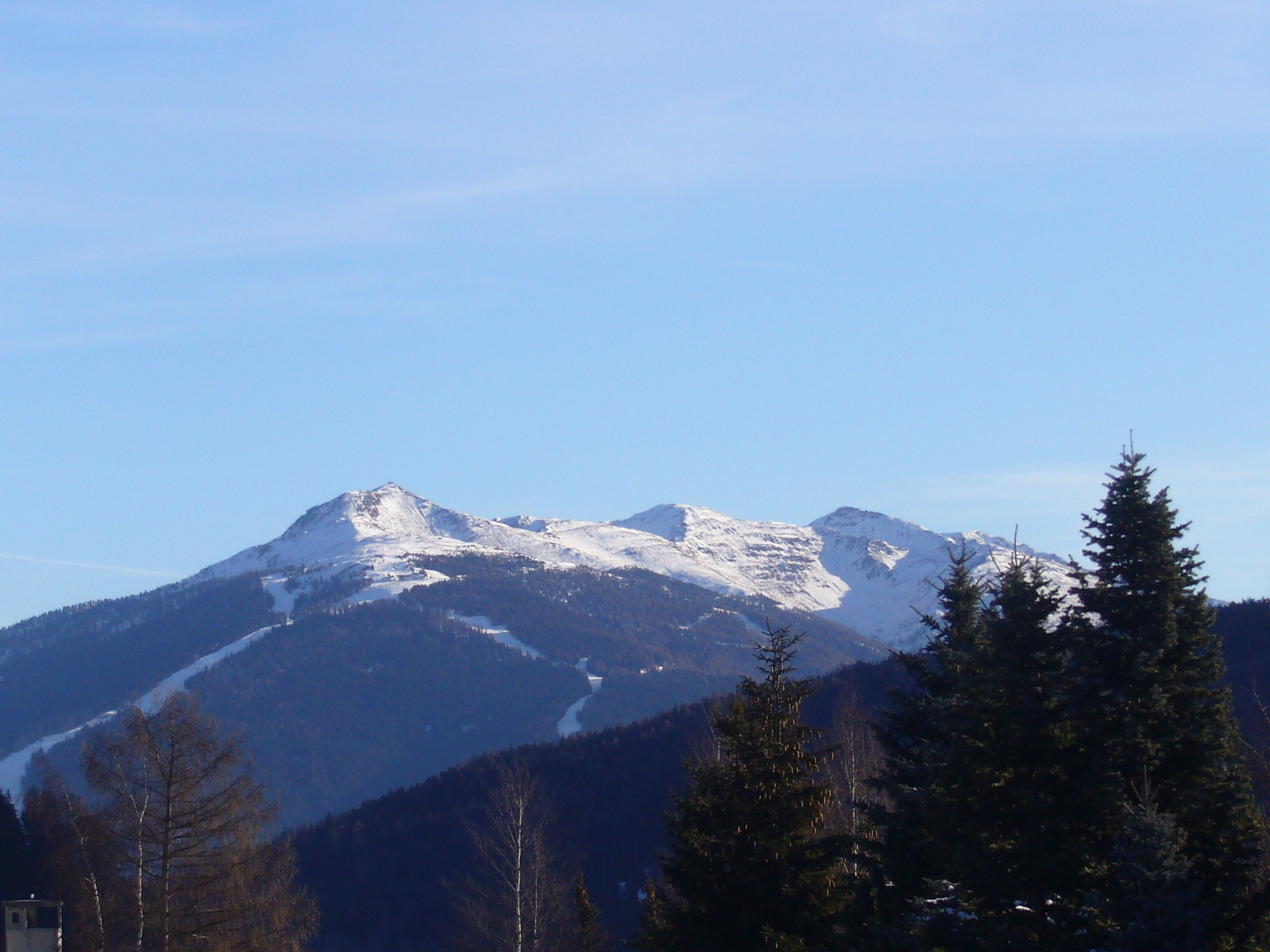
Vista del monte Elmo
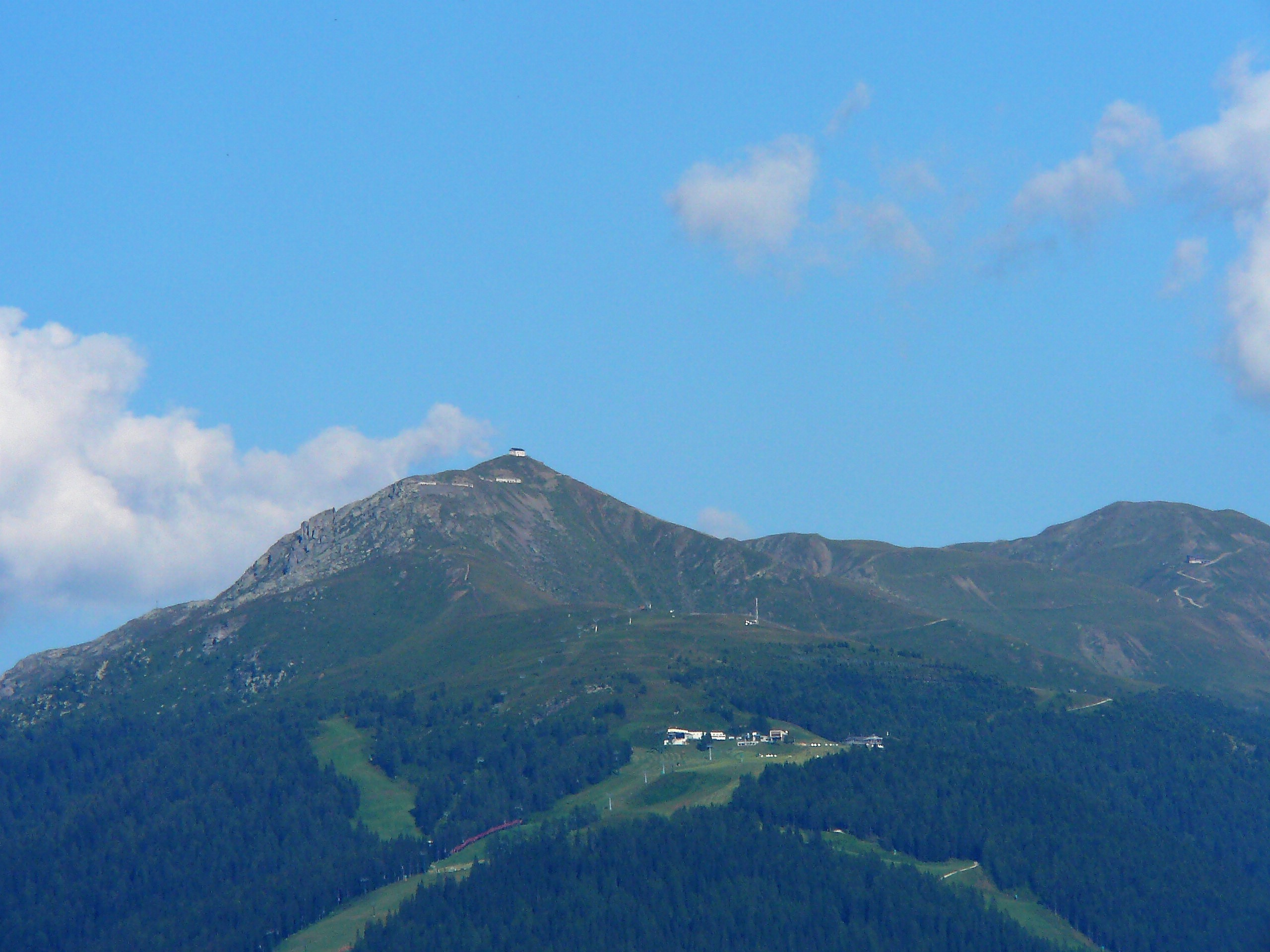
La cima del monte Elmo, con l'arrivo degli impianti sciistici
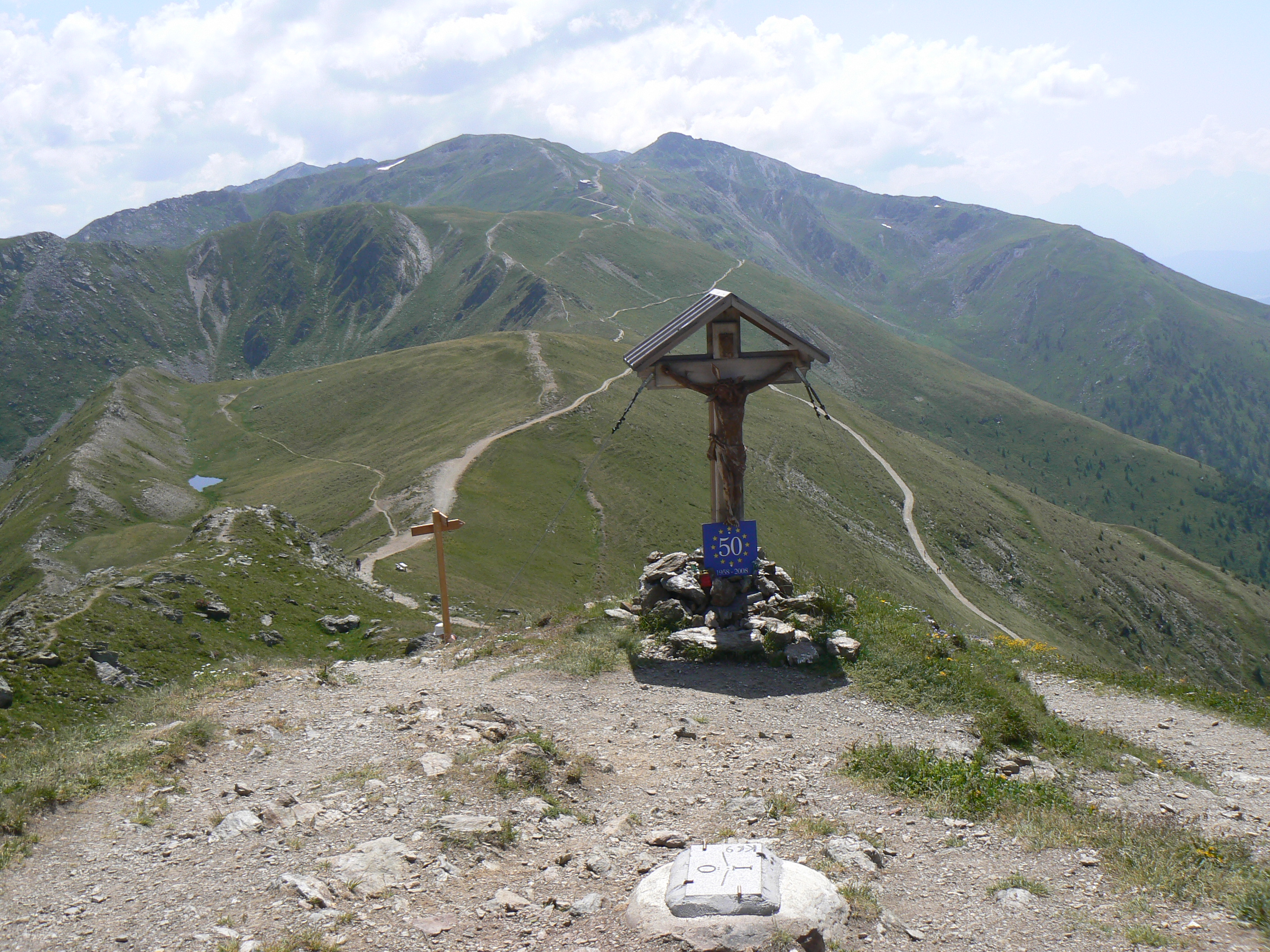
La croce commemorativa
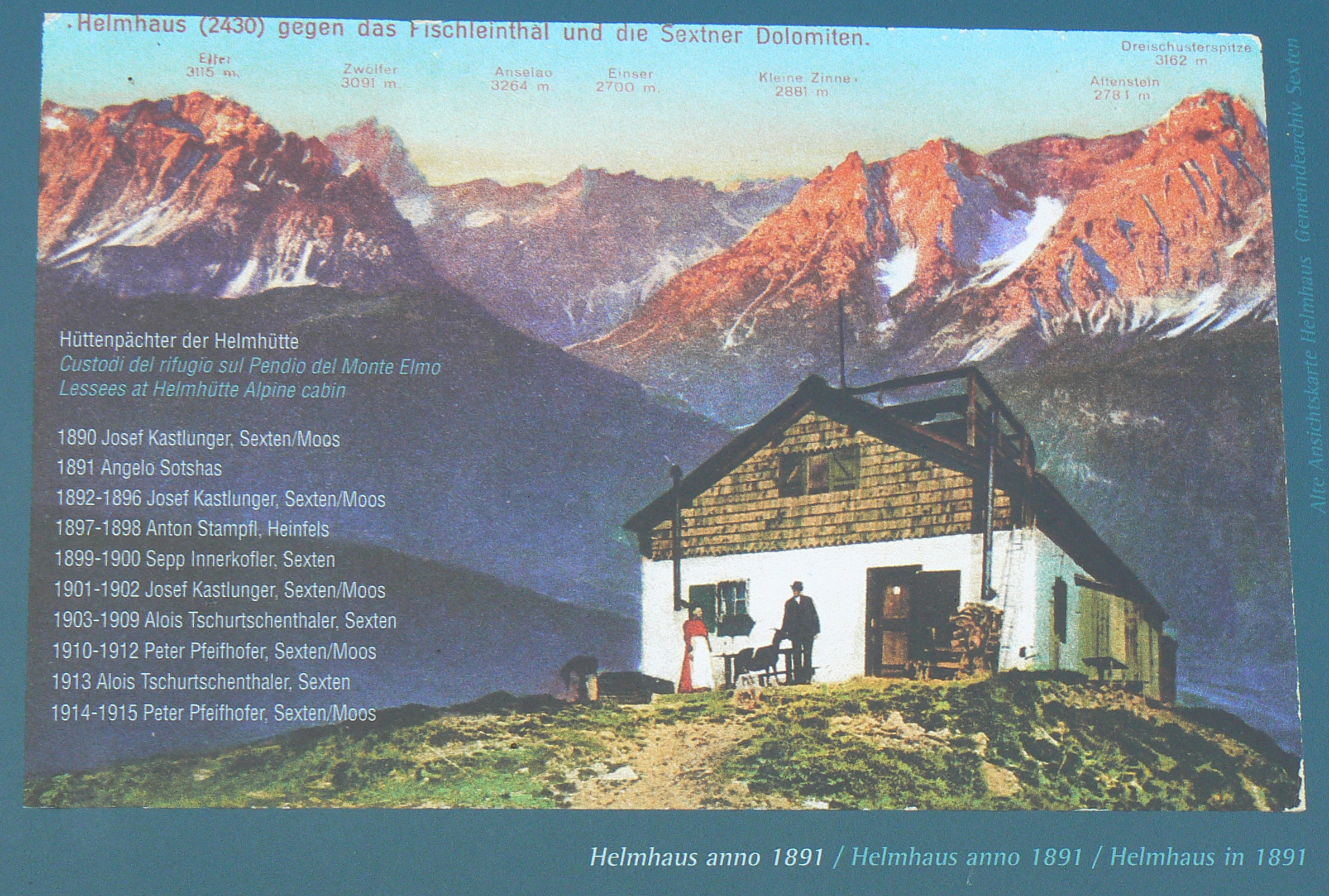
L'Helmhaus nel 1891
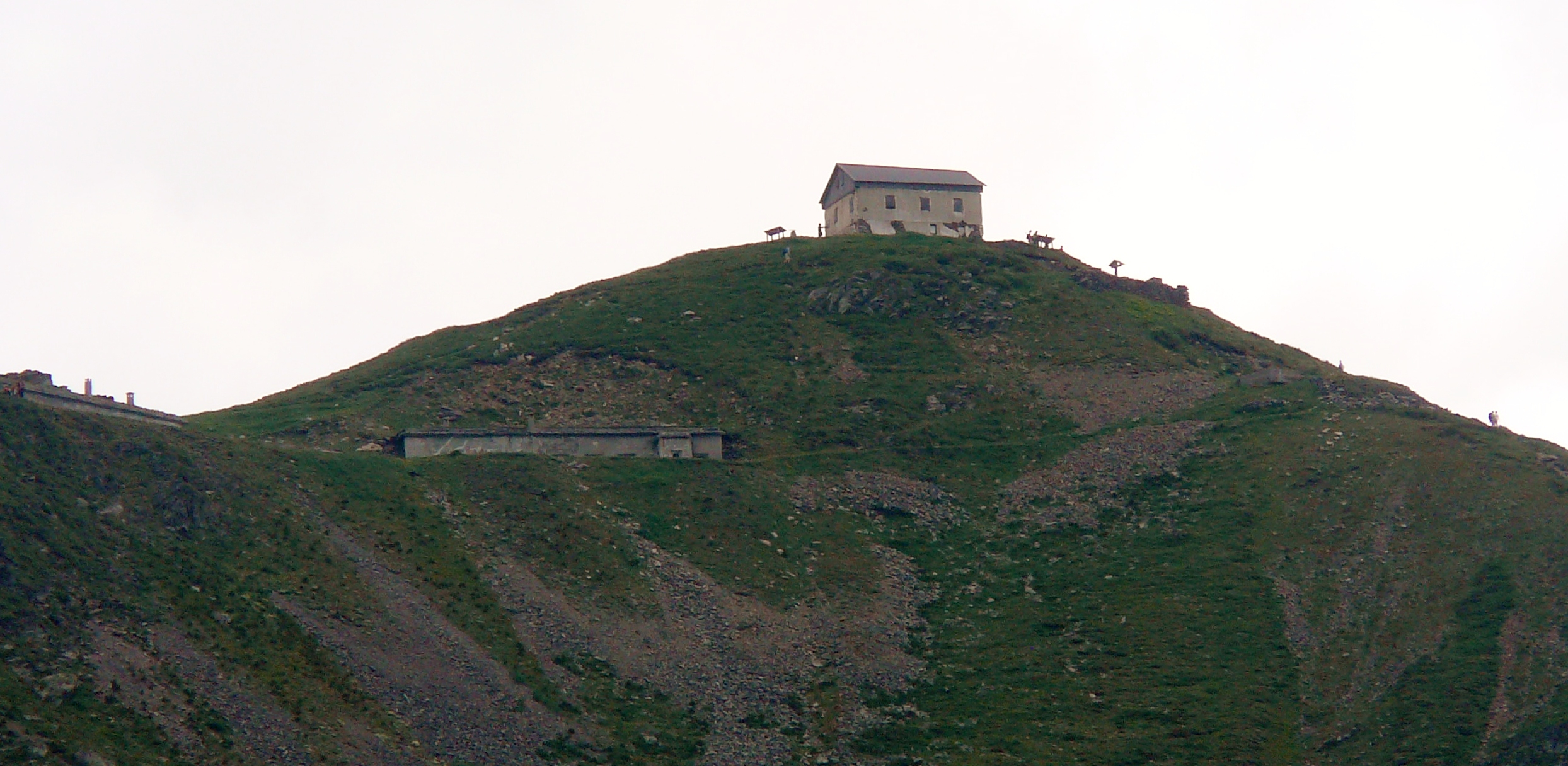
La cima con l'Helmhaus e le casermette